# Danilo Areosa
Danilo Duarte de Matos Areosa (Manaus, 24 de julho de 1921 - Manaus, 10 de novembro de 1983) foi presidente do Sindicato dos Representantes Comerciais de Manaus e presidente da Federação do Comércio, Bens, Serviços e Turismo do Estado do Amazonas (FECOMERCIO) entre 1958 e 1966. Deixou o cargo quando já era filiado a ARENA sendo indicado governador do Amazonas pelo presidente Humberto de Alencar Castelo Branco em 12 de setembro de 1966. Em seu governo foi instalada a Zona Franca de Manaus.